# Srikanth Kidambi

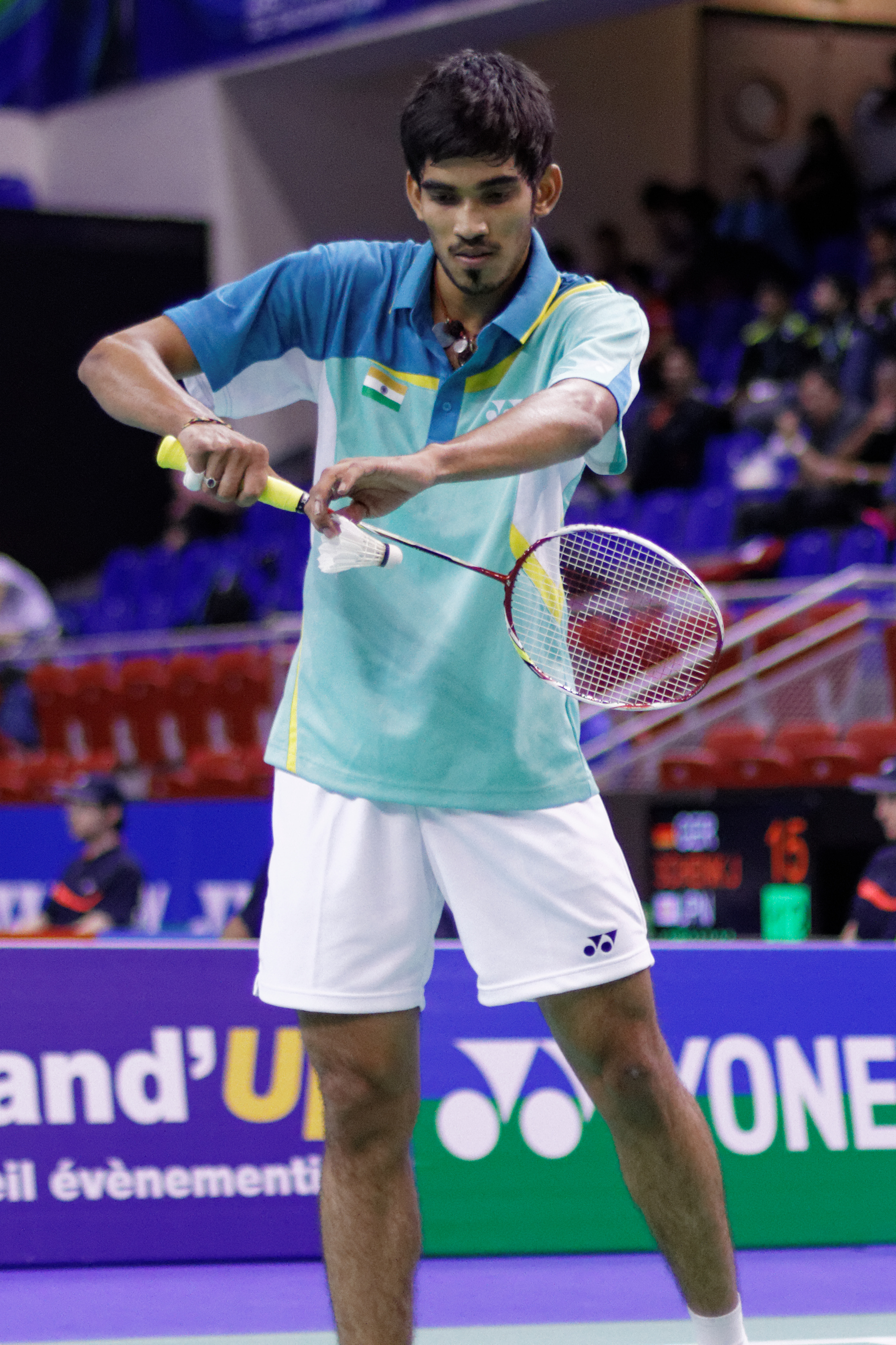
Srikanth Kidambi bei den French Open 2013

Srikanth Kidambi (* 7. Februar 1993 in Guntur, vollständig Srikanth Nammalwar Kidambi) ist ein indischer Badmintonspieler.

## Karriere
Srikanth Kidambi wurde bei der Badminton-Juniorenweltmeisterschaft 2011 Neunter im Herreneinzel. National siegte er 2011 bei den Junioren im Herrendoppel. Bei den Erwachsenen gewann er 2012 Bronze im Herreneinzel. Bei den Macau Open 2012 wurde er ebenso Dritter wie bei den Bahrain International 2012 und den India International 2012. Im gleichen Jahr siegte er bei den Maldives International 2012. Im Jahre 2013 konnte er die Thailand Open für sich entscheiden.
2017 gewann er bei den Denmark Open und setzte sich im Finale gegen den Südkoreaner Lee Hyun-il durch und gewann auch die Australia Open.
Sein Bruder K. Nandagopal ist ebenfalls Badmintonspieler.